# جؤجؤ القصبة الهوائية
في علم التشريح، الجؤجؤ (بالإنجليزية: Carina)‏ هو سلسلة من الغضاريف في القصبة الهوائية التي تحدث بين تقسيم الشعب الهوائية الرئيسية. يحدث هذا عند الطرف السفلي من القصبة الهوائية (عادة عند مستوى الفقرة الصدرية الرابعة، التي تتماشى مع زاوية القصبة، ولكنها قد ترفع أو تنحدر إلى فقرتين أعلى أو أقل مع التنفس). هذه الحافة تقع على يسار خط الوسط، وتديرها من الأمام إلى الخلف. الأجسام الغريبة التي تسقط القصبة الهوائية هي أكثر عرضة لدخول القصبات اليمنى.
الغشاء المخاطي للجؤجؤ هو المنطقة الأكثر حساسية من القصبة الهوائية والحنجرة لإثارة منعكس السعال. توسيع وتشويه الجؤجؤ هو علامة خطيرة لأنه عادةً ما يشير إلى سرطان الغدد الليمفاوية في جميع أنحاء المنطقة في المكان الذي تنقسم فيه القصبة الهوائية.
تحدث إصابة رغامية قصبية، وهي إصابة في المجاري التنفسية، حيث تحدث في 2.5 سم من الجؤجؤ في غضون 60 ٪ من الوقت. 

## روابط خارجية
- أطلس تشريح جامعة ميشيغان lung_carina - "Cast of trachea and bronchi, anterior view" (#2) [وصلة مكسورة]
- "Trachea and carina — tomogram, coronal plane" at SUNY Downstate Medical Center
- Carina tracheae entry in the public domain NCI Dictionary of Cancer Terms